# Ernst Ludwig von Moranville
Ernst Ludwig von Moranville (* 9. November 1754 in Weiskirch, Lothringen; † 16. Februar 1844) war großherzoglich hessischer Generalleutnant und Diplomat.

## Leben
Moranville entstammte einer lothringischen Adelsfamilie. Am 15. Juni 1765 kam er als Page zum ehemaligen polnischen König Stanislaus I., der seit dem 3. Oktober 1735 im Exil lebte und 1766 verstarb. 
Am 5. Mai 1773 trat Moranville in französische Dienste und kam als Kadett in das Regiment „Nassau-Saarbrücken“. Dort wurde er am 12. November 1775 zum Offizier befördert und am 28. Februar 1778 in das Regiment „Anhalt“ versetzt. Nach der Französischen Revolution quittierte er 1791 den Dienst. 1792 schloss er sich der Emigrantenarmee des Prinzen von Conde an, in der er zwei Kompanien kommandierte. Am 5. März 1794 wechselte er als Hauptmann in die Armee des Landgrafen von Hessen-Darmstadt. Dort wurde er am 4. November 1798 als Rittmeister in die Garde du Corps versetzt, 1803 zum Flügeladjutanten ernannt und 1805 zum Major befördert.
In den Jahren 1805 und 1806 wurde Moranville in diplomatischer Mission zu Napoleon geschickt, den er aus dessen Zeit in Brienne kannte. Während des Vierten Koalitionskrieges kämpfte er 1807 in Polen und erhielt das Kommandeurkreuz II. Klasse des Ludwigsordens. Ab 1808 war er Gesandter am Hof des Königs von Westphalen in Kassel. Im gleichen Jahr erfolgte seine Beförderung zum Oberstleutnant. Als solcher machte er den Feldzug von 1809 mit, im Anschluss wurde er zum Oberst ernannt. 1807 und 1809 befand er sich im Hauptquartier von Napoleon. Außerdem war er 1809 Begleiter des Prinzen Emil. 1811 wurde er Generaladjutant von  Großherzog Ludwig I. und 1813 zum Generalmajor befördert. 
Nach den Befreiungskriegen wurde er 1819 zum Generalleutnant befördert und 1820 mit dem Großkreuz des Ludwigsorden ausgezeichnet. Moranville bat um seinen Abschied, den er am 7. Juni 1821 erhielt. Danach zog er sich aufs Land zurück. Er war während der Umbruchzeit an den Schaltstellen in Hessen dabei, hatte aber zum Leidwesen seiner Zeitgenossen keine schriftstellerischen Ambitionen. Auch nach seiner Pensionierung wurde er weiter für diplomatische Missionen verwendet, so 1828 zu Begrüßung des französischen Königs. 1840 erhielt er noch das Felddienstzeichen.
Moranville war Kommandeur der Ehrenlegion und des Ordre royal et militaire de Saint-Louis.